# Dephomys defua
Dephomys defua é uma espécie de roedor da família Muridae.
Pode ser encontrada nos seguintes países: Costa do Marfim, Gana, Guiné, Libéria e Serra Leoa.
Os seus habitats naturais são: florestas subtropicais ou tropicais húmidas de baixa altitude, pântanos subtropicais ou tropicais e regiões subtropicais ou tropicais húmidas de alta altitude.